# Ононське сільське поселення (Шилкинський район)
Оно́нське сільське поселення (рос. Ононское сельское поселение) — сільське поселення у складі Шилкинського району Забайкальського краю Росії.
Адміністративний центр — село Ононське.

## Населення
Населення сільського поселення становить 1594 особи (2019; 1806 у 2010, 2144 у 2002).

## Склад
До складу сільського поселення входять:
| Населений пункт   | Населення, осіб (2002) | Населення, осіб (2010) |
| ----------------- | ---------------------- | ---------------------- |
| Нове, село        | 236                    | 172                    |
| Ононське, село    | 1478                   | 1284                   |
| Усть-Ножова, село | 430                    | 350                    |